# カラダがよろこぶ朝ごはん
カラダがよろこぶ朝ごはん（カラダがよろこぶあさごはん）は、TOKYO FM・JFNCが制作している平日朝のワイドラジオ番組「クロノス」のコーナーの1つ。2009年12月25日放送で終了した。
TOKYO FMではマルコメがスポンサーに付き、タイトルも「マルコメ カラダがよろこぶ朝ごはん」となる。（#TOKYO FM版との差分も参照。）これは、クロノスの公式サイトでもスポンサー付きの表記になっている。

## 概要
- コーナー自体は立花裕人のMORNING FREEWAY（以下、モーフリ）が放送されていた頃より始まっている（そのときは関東ローカルで7:35頃に放送されていた）。モーフリ時代にはレシピがFAXとアステルのPHSで見られるようになっていた。現在は公式サイト（PC専用）で見られる。
- 2004年10月に6Senseが開始したため、放送時間が現在の時間帯に移動し、一部のJFN加盟局ではこのコーナーを聴くことができるようになった。2006年4月からこの時間の番組がEyes on Japanになったため、ネット局が大幅に増えた。
- おいしくてヘルシーな朝食のレシピを紹介。毎週1つの食材をテーマに、その食材を使ったレシピを紹介している。
- このコーナーにおいて石川は紹介された料理に入ってもいないのに、しばしば肉やベーコンなど朝から重いものを加えたがる。自身もそれが体に優しくないことはうすうす気づいているようである。
- 最近は、江戸キンサ流がよく出演する傾向にある
- ちなみにバックでかかっている曲は桜井鉄太朗「Sun Flower Girl」で、実際は1分ほどの曲であり、編集して用いている。
- この時間は一部の局が自社ローカル枠となっている。

## 放送時間
- 金曜日6:50-6:55（「リサ・ステッグマイヤーのクロノス」の1コーナーとして放送、放送開始から2009年9月までは月 - 木も放送された）

Date fm、FM AICHI、FM FUKUOKAを除くJFN系35局で放送されていた。

## メインパーソナリティ
- 七尾藍佳・谷中修悟（月 - 金、2006年4月 - 9月）
- 石川實（月 - 金、2006年10月 - 2008年3月）
- 八代英輝・中田美香（月 - 木、2008年4月 - 9月）
- 八代英輝・柴田幸子（月 - 木、2008年10月 - 2009年3月）
- 中西哲生・柴田幸子（月 - 木、2009年4月 - 9月）
- リサ・ステッグマイヤー（金曜、2008年4月 - 2009年12月）

## TOKYO FM版との差分
- 全国版ではコーナー開始時のジングルが「SKY カラダがよろこぶ朝ごはん」だが、TOKYO FMの場合は「マルコメ カラダがよろこぶ朝ごはん」になっており、ジングルの最後にメインパーソナリティによる提供クレジットのアナウンスがあって、全国版へコンタクトされる。
- 全国版では「MY OLYMPIC」開始までBGMを流し続けるが（Kiss-FM KOBE、HFMなど、途中で飛び降りてローカルコマーシャルを流す局もある。）、TOKYO FMの場合は53分頃に飛び降りてマルコメのコマーシャルを放送し、自社CM枠となる。